# Lotononis gracilis
Lotononis gracilis är en ärtväxtart som beskrevs av George Bentham. Lotononis gracilis ingår i släktet Lotononis och familjen ärtväxter. Inga underarter finns listade i Catalogue of Life.